# Dracocephalum wallichii
Dracocephalum wallichii là một loài thực vật có hoa trong họ Hoa môi. Loài này được Sealy mô tả khoa học đầu tiên năm 1944.